# Estación de San Lorenzo
San Lorenzo es una estación de la línea 4 del Metro de Madrid situada bajo la Avenida de la Barranquilla, en el barrio de San Lorenzo (distrito Hortaleza).

## Historia y características
La estación se abrió al público el 15 de diciembre de 1998, con la penúltima ampliación de la línea 4 hasta la estación de Parque de Santa María.
La estación permaneció cerrada desde el 13 de enero y el 10 de marzo de 2020 por obras en la línea. Existió un Servicio Especial gratuito de autobús que sustituía el tramo Avenida de América - Pinar de Chamartín con parada en las inmediaciones de la estación.
El acceso a la estación consiste en dos accesos y otro mediante ascensor. La estación se distribuye en dos niveles: vestíbulo y andenes. Dispone de escaleras mecánicas y ascensores, lo que permite que la estación sea accesible para personas con movilidad reducida.

## Accesos
Vestíbulo San Lorenzo
- Avda. Barranquilla, impares Avda. Barranquilla, 11
- Avda. Barranquilla, pares Avda. Barranquilla (esquina C/ Baranoa, 2)
- Ascensor Avda. Barranquilla, 9

## Líneas y conexiones

### Metro
| << cabecera | < estación     | línea | estación >            | cabecera >>        |
| ----------- | -------------- | ----- | --------------------- | ------------------ |
| Argüelles   | Mar de Cristal |       | Parque de Santa María | Pinar de Chamartín |

### Autobuses
| Diurnos   |                                  |                                                      |
| Línea     | Destino                          | Parada                                               |
| 72        | Diego de León                    | 2744 SAN LORENZO (C/ Celio Villalba frente al N.º 2) |
| 87        | Las Cárcavas                     | 2744 SAN LORENZO (C/ Celio Villalba frente al N.º 2) |
| 87        | Plaza de la República Dominicana | 2745 SAN LORENZO (C/ Celio Villalba, 6)              |
| Nocturnos |                                  |                                                      |
| Línea     | Destino                          | Parada                                               |
| N2        | Valdebebas                       | 2744 SAN LORENZO (C/ Celio Villalba frente al N.º 2) |